# (52633) Turvey
(52633) Turvey est un astéroïde de la ceinture principale.

## Description
(52633) Turvey est un astéroïde de la ceinture principale. Il fut découvert le 30 novembre 1997 à Stakenbridge par Brian G. W. Manning. Il présente une orbite caractérisée par un demi-grand axe de 2,69 UA, une excentricité de 0,21 et une inclinaison de 2,8° par rapport à l'écliptique.

## Compléments